# Terminal petrolera

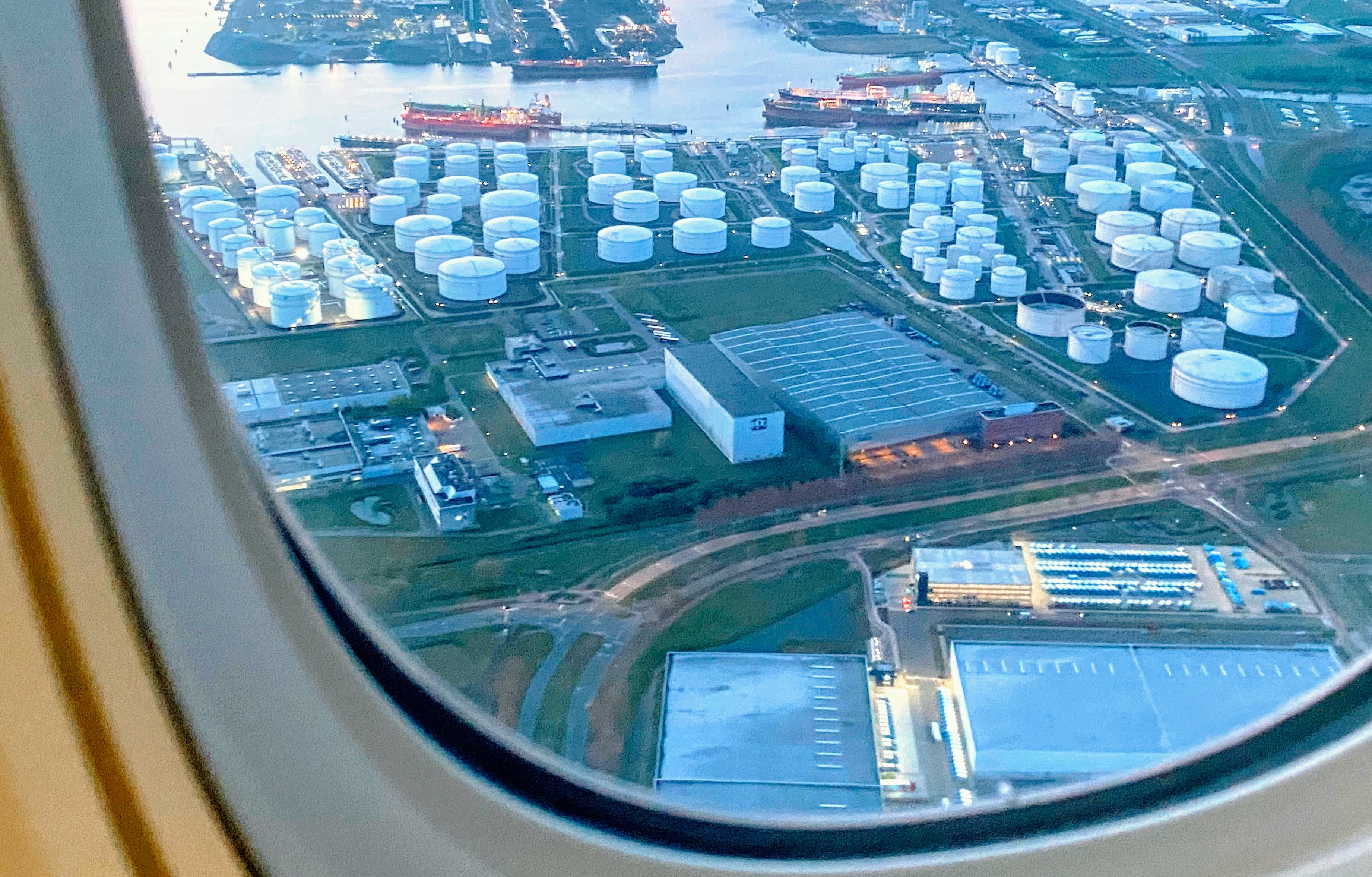
Vista aérea de la terminal GPS Amsterdam

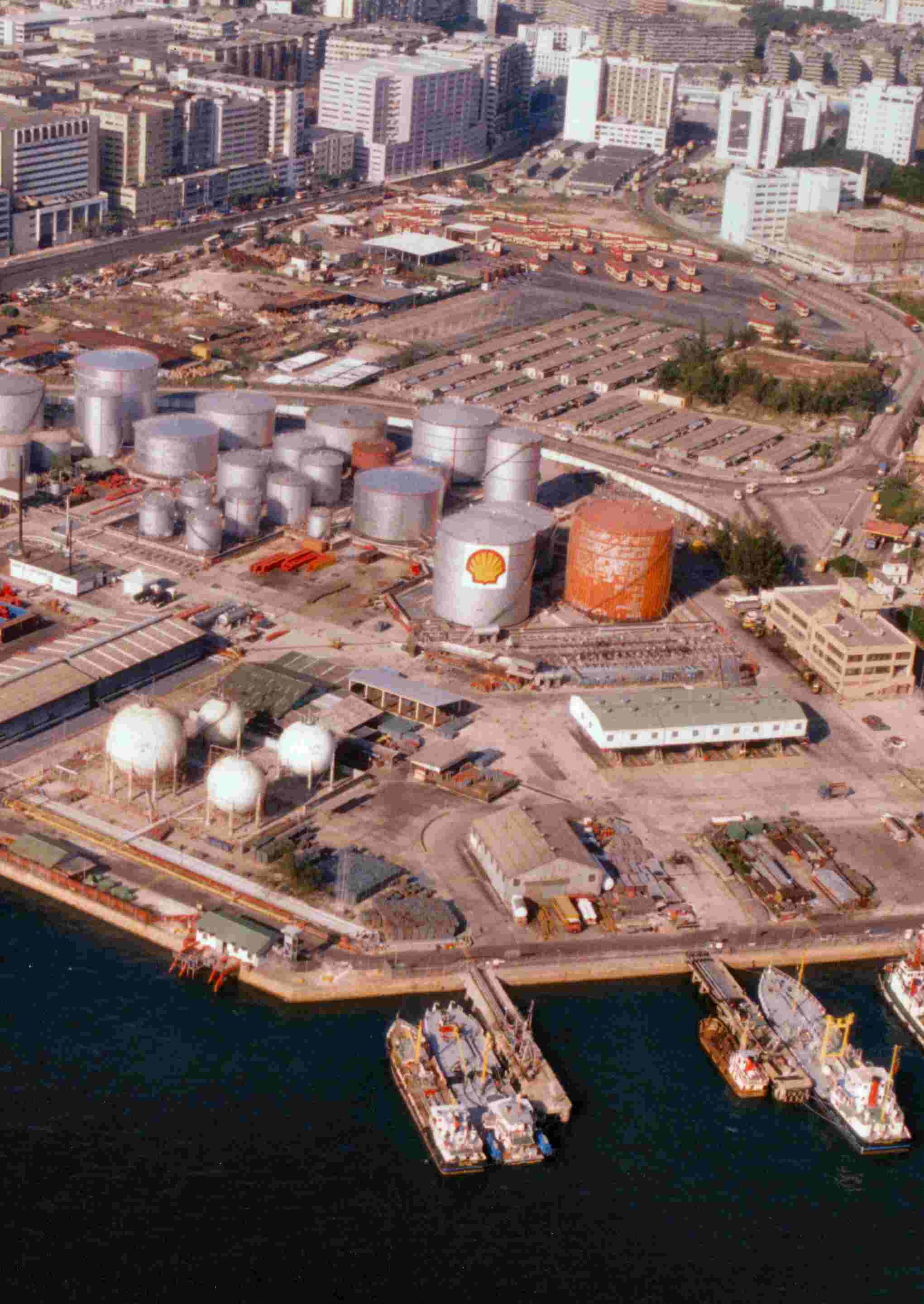
Un depósito de petróleo en Kowloon, Hong Kong, a mediados de los años 1980.

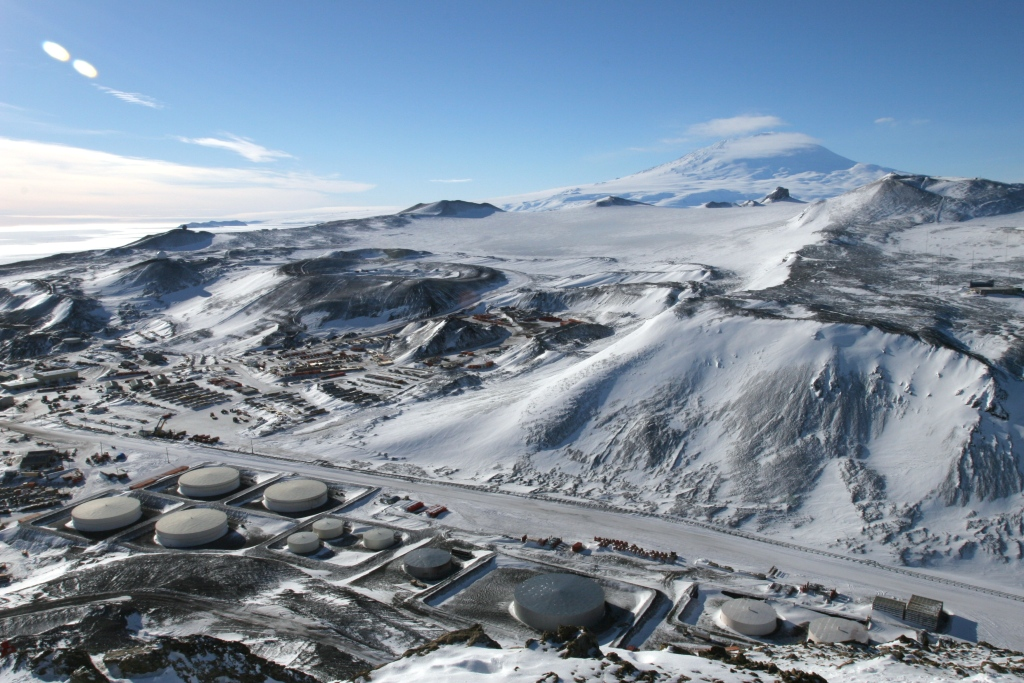
Parque de tanques en la estación McMurdo, Antártida

Una terminal petrolera (también llamada parque de tanques, instalación petrolera o depósito de petróleo) es una instalación industrial para el almacenamiento crudo de petróleo y productos petroquímicos, y desde la cual estos y sus derivados son transportados hasta los usuarios finales u otras instalaciones de almacenamiento. Una terminal petrolera suele tener una variedad de tanques sobre o bajo tierra; instalaciones para transferencia entre tanques; instalaciones de bombeo; pórticos de carga para llenar camiones cisterna o barcazas; equipos de carga/descarga de buques en terminales marítimas; y conexiones de tuberías.

## Ubicación
Las terminales petroleras pueden estar ubicadas cerca de refinerías de petróleo o formar parte de ellas mismas; o estar ubicadas en lugares costeros donde los buques cisterna puedan descargar o cargar su carga. Algunas terminales están conectadas a tuberías de las que extraen o descargan sus productos. Las terminales también pueden ser atendidas por ferrocarril, barcazas y camiones cisterna. También pueden estar ubicadas en áreas periurbanas, desde donde los camiones cisterna transportan productos a las gasolineras u otros usuarios domésticos, comerciales o industriales.

## Instalaciones
En la mayoría de las terminales petroleras no hay procesamiento ni otra transformación de productos en el mismo sitio. Los productos de una refinería que se almacenan en la terminal ya se encuentran en su forma final, aptos para su entrega a los clientes. Se pueden realizar mezclas de productos y se pueden inyectar aditivos en los productos, pero generalmente no hay una planta de fabricación en el lugar. Las terminales modernas tienen un alto grado de automatización del sitio.
Las terminales petroleras ubicadas en la costa tienen embarcaderos para proporcionar amarre en aguas profundas para los buques cisterna. Los embarcaderos tienen brazos de carga/descarga para transferir carga hacia/desde el barco a la costa. Se pueden proporcionar instalaciones para la recuperación de vapores.
Algunas terminales petroleras reciben producción de petróleo crudo desde instalaciones mar adentro. El petróleo crudo recibido por el oleoducto puede haber sido "enriquecido" con líquidos de gas natural, en cuyo caso se le conoce como crudo ligero. Dicho petróleo debe procesarse o estabilizarse para eliminar las fracciones más ligeras, como el etano, el propano y el butano, para producir un crudo muerto o estabilizado que sea adecuado para su almacenamiento y transporte. Dichas terminales petroleras pueden incluir instalaciones de procesamiento para tratar el petróleo para lograr una presión de vapor Reid de 10 a 12 psi (70 a 82 kPa). Las instalaciones de proceso incluyen calentadores para elevar la temperatura del petróleo, que luego se dirige a los recipientes separadores. En estos, las fracciones más ligeras son posteriormente evaporados y procesados para separarlas en sus componentes individuales. El petróleo ahora estabilizado puede almacenarse y luego venderse o enviarse para su posterior procesamiento.

## Estándares
El diseño, construcción, operación y mantenimiento de una terminal petrolera debe estar de acuerdo con los códigos, normas y requisitos legales y estatutarios locales, nacionales, regionales e internacionales. Entre los estándares relevantes se incluyen:
- Directrices de seguridad y buenas prácticas industriales para terminales petroleras, Comisión Económica de las Naciones Unidas para Europa, 2013.[9]
- Directrices ambientales, de salud y seguridad para terminales de petróleo crudo y productos derivados del petróleo, Grupo del Banco Mundial (abril de 2007).[10]
- Diseño, construcción, operación, mantenimiento e inspección de instalaciones de terminales y tanques, Instituto Americano del Petróleo, API STD 2610.[11]
- Guía para operadores de terminales petroleras, Código Internacional de Protección de Buques e Instalaciones Portuarias (ISPS) de la Organización Marítima Internacional (2003).[12]
- Directrices sobre parques de tanques para la industria química, Basilea Chemical Industry (BCI, 2009).[13]
- Guía de la OCDE sobre seguridad química en áreas portuarias (OCDE/GD(96)39), Organización para la Cooperación y el Desarrollo Económicos (1996).[14]
- Código de diseño para tanques de almacenamiento atmosféricos sobre el suelo, Instituto Americano del Petróleo, norma API 650.[15]
- Protección contra sobrellenado de tanques de almacenamiento en instalaciones petroleras, Instituto Americano del Petróleo, práctica recomendada API 2350, cuarta edición.[16]
- Prevención de fugas en el fondo del tanque: una guía para el diseño y reparación de cimientos y fondos de tanques de almacenamiento de acero verticales, cilíndricos, EEMUA 183:2011, Asociación de usuarios de materiales y equipos de ingeniería (2011).[17]
- Inspección, reparación, alteración y reconstrucción de tanques, Instituto Americano del Petróleo, norma API 653, cuarta edición, abril de 2009.[18]
- Seguridad funcional - Sistemas instrumentados de seguridad para el sector de la industria de procesos, Sociedad Internacional de Automatización (septiembre de 2004).[3]
- Norma de gestión de seguridad de procesos de productos químicos altamente peligrosos, 29 CFR 1910.119, Administración de salud y seguridad ocupacional (OSHA, febrero de 1992). [19]
- Directrices de seguridad y buenas prácticas para tuberías, ECE/CP. TEIA/2006/11, Comisión Económica de las Naciones Unidas para Europa (diciembre de 2008).[20]

## Salud, seguridad y entorno

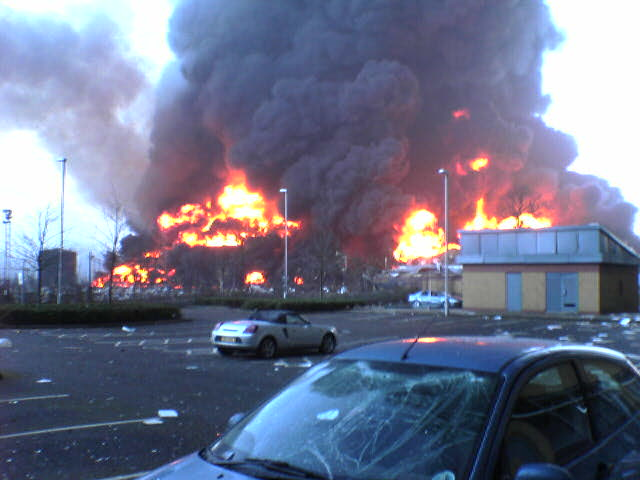
Incendio en el depósito petrolero de Buncefield, Reino Unido, en diciembre de 2005

Mantener la salud, la seguridad y el medio ambiente requiere que los operadores de un depósito garanticen que los productos sean almacenados y manipulados de manera segura. No debe haber filtraciones que puedan causar daños al suelo o al nivel freático.
La protección contra incendios es una consideración primordial, especialmente para productos más inflamables como la gasolina y el combustible de aviación Jet A1.

### Incidentes
El incidente de Buncefield ocurrió en diciembre de 2005. Un tanque de gasolina se desbordó y derramó gasolina por el exterior del tanque, lo que creó una mezcla de aire y combustible inflamable. Este explotó, dañó e incendió tanques contiguos y ardió durante varios días, destruyendo gran parte de la terminal.